# Церква святого Димитрія (Плесківці)
Церква святого Димитрія в Плесківцях — парафія і храм греко-католицької громади Залозецького деканату Тернопільсько-Зборівської архієпархії Української греко-католицької церкви в селі Плесківці Тернопільського району Тернопільської области.

## Історія церкви
Парафію було утворено в лоні УГКЦ у 1990 році, а вже наступного, 1991 року, збудували храм. Жертводавцями будівництва були жителі села.
З 1990 року парафія належить до УГКЦ, як і храм, який використовується громадою з моменту його побудови в 1991 році. У 2010 році з єпископською візитацією парафію відвідав владика Василій Семенюк.
При парафії діє братство Матері Божої Неустанної Помочі.

## Парохи
- о. Михайло Чайковський (1990—1995),
- о. Корнелій Івашків (1995),
- о. Михайло Коваль (1995—1996),
- о. Володимир Заболотний (1996—1997),
- о. Григорій Мисан (1997—1998),
- о. Богдан Домінський (1999),
- о. Пилип Безпалько (1999—2005),
- о. Дмитро Мельничук (адміністратор з 2006).